# Il picnic dei cuccioli
Il picnic dei cuccioli (The Pups' Picnic) è un film del 1936 diretto da Rudolf Ising. È un cortometraggio d'animazione della serie Happy Harmonies, distribuito negli Stati Uniti il 30 maggio 1936. È il sequel di Two Little Pups, distribuito il mese precedente.

## Trama
I due cuccioli vengono allontanati da un picnic dalla loro padrona, e mentre stanno giocando si imbattono in una caccia alla volpe. Spaventati dai cavalli, superano tutti, compresa la volpe. Quest'ultima si nasconde e i due cuccioli la trovano prima degli altri cani, dopodiché aiutano un vecchio segugio ad affrontarla. La volpe tuttavia riesce a fuggire e la caccia ricomincia, finché i due cuccioli non riescono a tornare in macchina proprio mentre la padrona e i bambini se ne stanno andando. Anche la volpe però si lascia dietro gli inseguitori salendo sul retro dell'auto.

## Distribuzione

### Edizione italiana
Il corto fu distribuito in Italia direttamente in VHS. Non essendo disponibile una colonna internazionale, per il doppiaggio (eseguito a Milano) furono rimossi musica ed effetti sonori presenti durante i dialoghi.

### Edizioni home video
In America del Nord il corto fu inserito nella VHS del 1986 The Great Outdoors, mentre in Italia nella VHS Il magico mondo animato - Avventure nella foresta uscita nell'ottobre 1989; la videocassetta fu ristampata nel 1993 col titolo MGM Magic Cartoons vol. 3 - Avventure nella foresta.